# Schimpach - Carrières de Schimpach
Schimpach - Carrières de Schimpach este o arie protejată (arie specială de conservare — SAC, sit de importanță comunitară — SCI) din Luxemburg întinsă pe o suprafață de 11,31 ha, integral pe uscat.

## Localizare
Centrul sitului Schimpach - Carrières de Schimpach este situat la coordonatele 49°59′52″N 5°49′28″E / 49.9978°N 5.8244°E.

## Înființare
Situl Schimpach - Carrières de Schimpach a fost declarat sit de importanță comunitară în decembrie 1998 pentru a proteja 3 specii de animale. Situl a fost protejat și ca arie specială de conservare în noiembrie 2009.

## Biodiversitate
Situată în ecoregiunea continentală, aria protejată conține 2 habitate naturale: Roci stâncoase cu vegetație pionieră de Sedo-Scleranthion sau Sedo albi-Veronicion dillenii, Peșteri inaccesibile publicului.
La baza desemnării sitului se află mai multe specii protejate de  mamifere (3): liliac cărămiziu (Myotis emarginatus), liliac comun (Myotis myotis), liliacul mare cu potcoavă (Rhinolophus ferrumequinum).